# Cadete

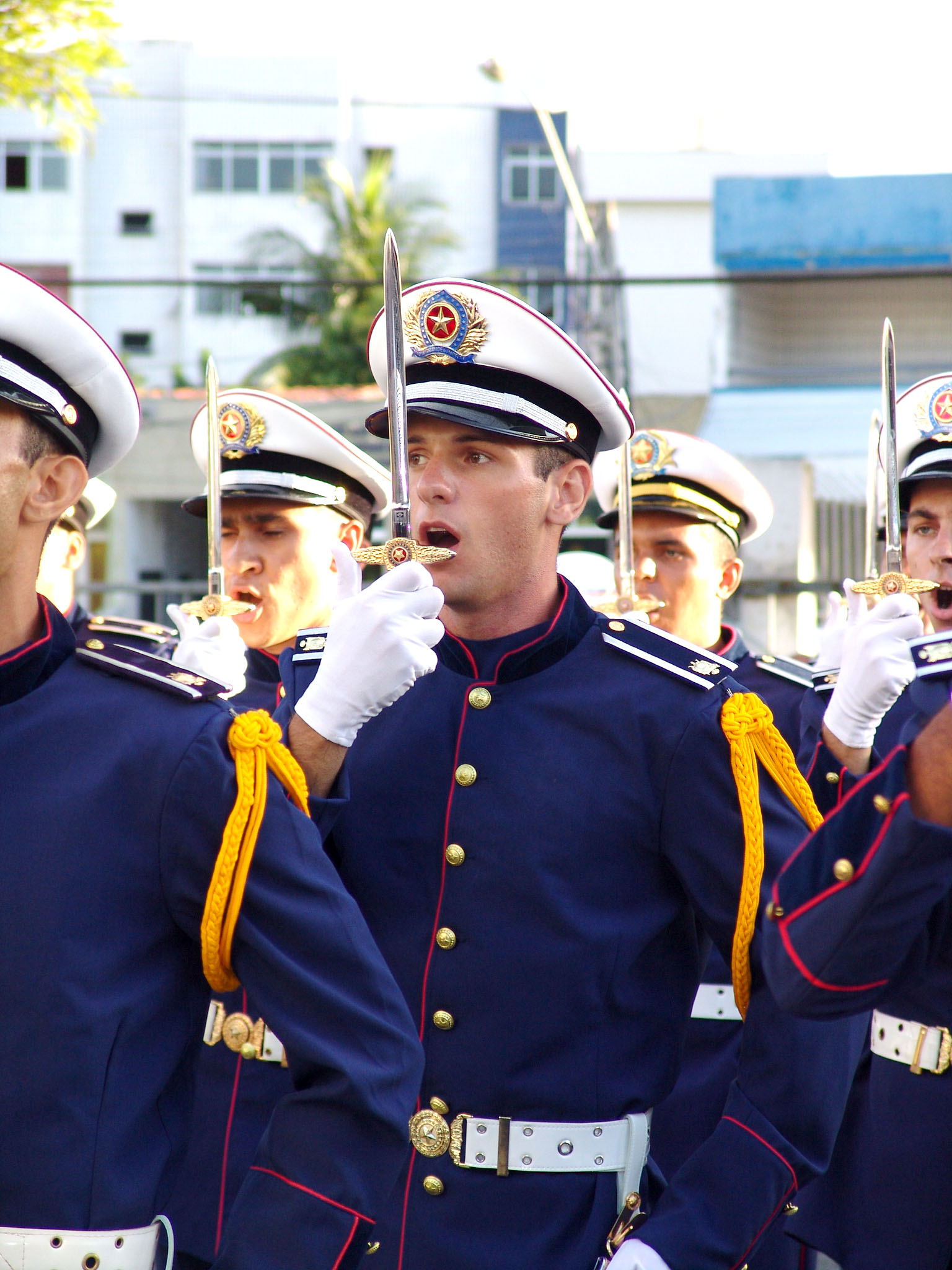
Juramento de cadetes de la Academia de Policía Militar del Estado de Río Grande del Norte (Brasil).

Cadete es el primer rango militar otorgado al miembro de una institución militarizada, sea civil o cuerpos de policía, protección civil, escuelas militarizadas o grupos ciudadanos que adoptan la disciplina castrense o militar, academias o escuelas de las fuerzas armadas. Con mayor propiedad, el término «cadete» se aplica a aquellas personas que cursan sus estudios en instituciones académicas militares.
En muchos países hispanohablantes, la palabra cadete también se extiende al ámbito empresarial (por ejemplo, "cadete" se suele usar en las empresas privadas), en tal caso significa el empleado primerizo o novicio joven (generalmente adolescente), muchas veces aprendiz que realiza tareas secundarias (mensajería, redacción de textos, etc.).

## Historia

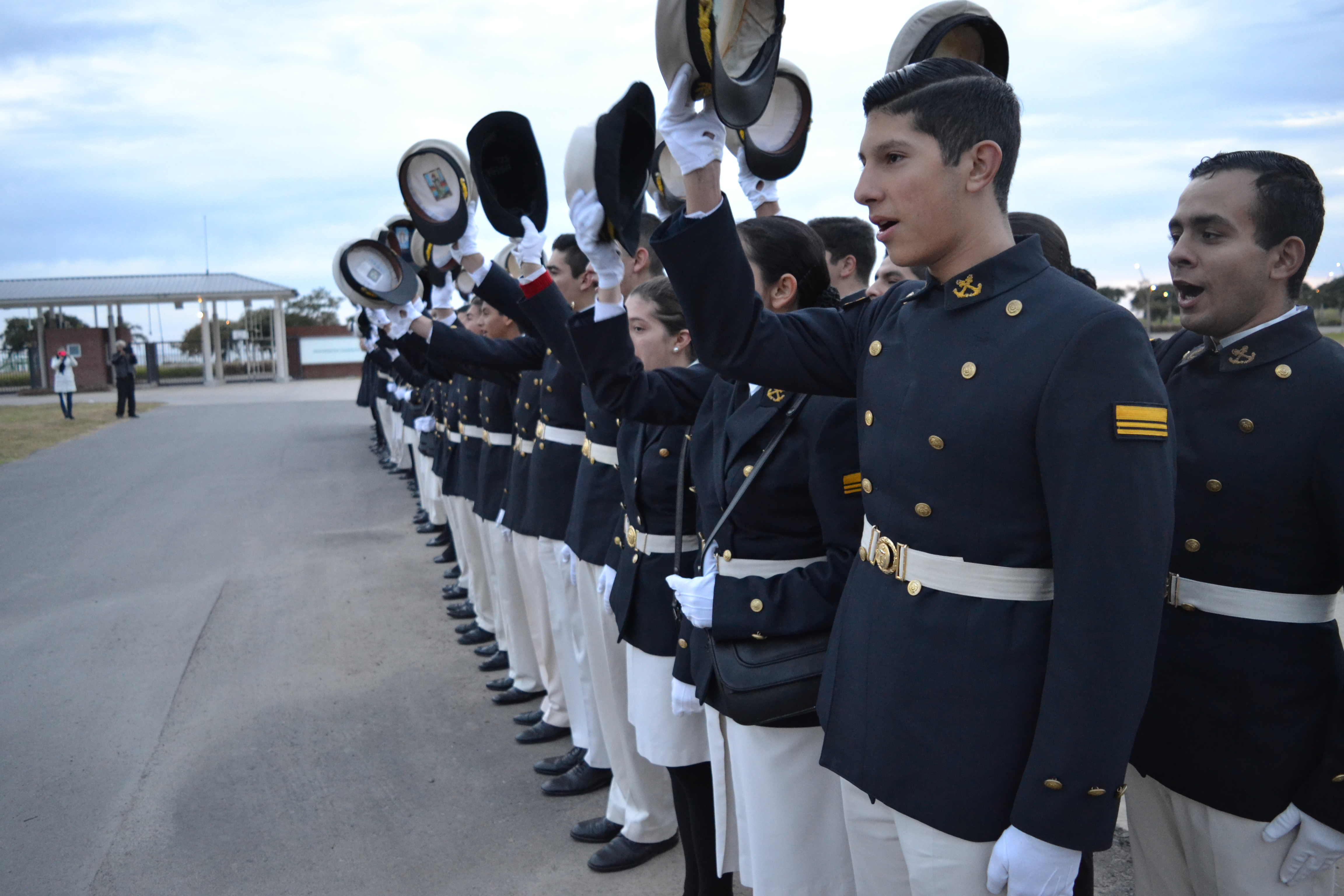
Cadetes del Liceo Naval Militar Almirante Brown gritando un "hurra" en una ceremonia.

Se dio por primera vez este nombre a unas compañías de hidalgos jóvenes, cadetes, que creó Luis XIV de Francia en el año 1682 para hacerles instruir en todo lo concerniente al arte de la guerra. Después, por una ordenanza de 25 de marzo de 1776, se creó una plaza de cadete en cada compañía de infantería, caballería, etc. del ejército francés, los cuales servían hasta llegar a ser oficiales. Este sistema se fue introduciendo en la organización militar de otras naciones.
Dos famosas obras literarias tratan de este tema. Alejandro Dumas describió a los cadetes de Gascuña en la novela Los tres mosqueteros, así como Edmond Rostand en la pieza Cyrano de Bergerac.

## España
Militarmente hablando, el término cadete se refiere a un alumno de las academias de oficiales del Ejército de Tierra, del Ejército del Aire o de la Guardia Civil. 
Respecto a la Armada, a los alumnos de la Escuela Naval Militar no se les llama cadetes, sino aspirantes (de 1.º o 2.º) o guardiamarinas (de 3.º o 4.º), según el año de estudios que estén cursando.

## Argentina

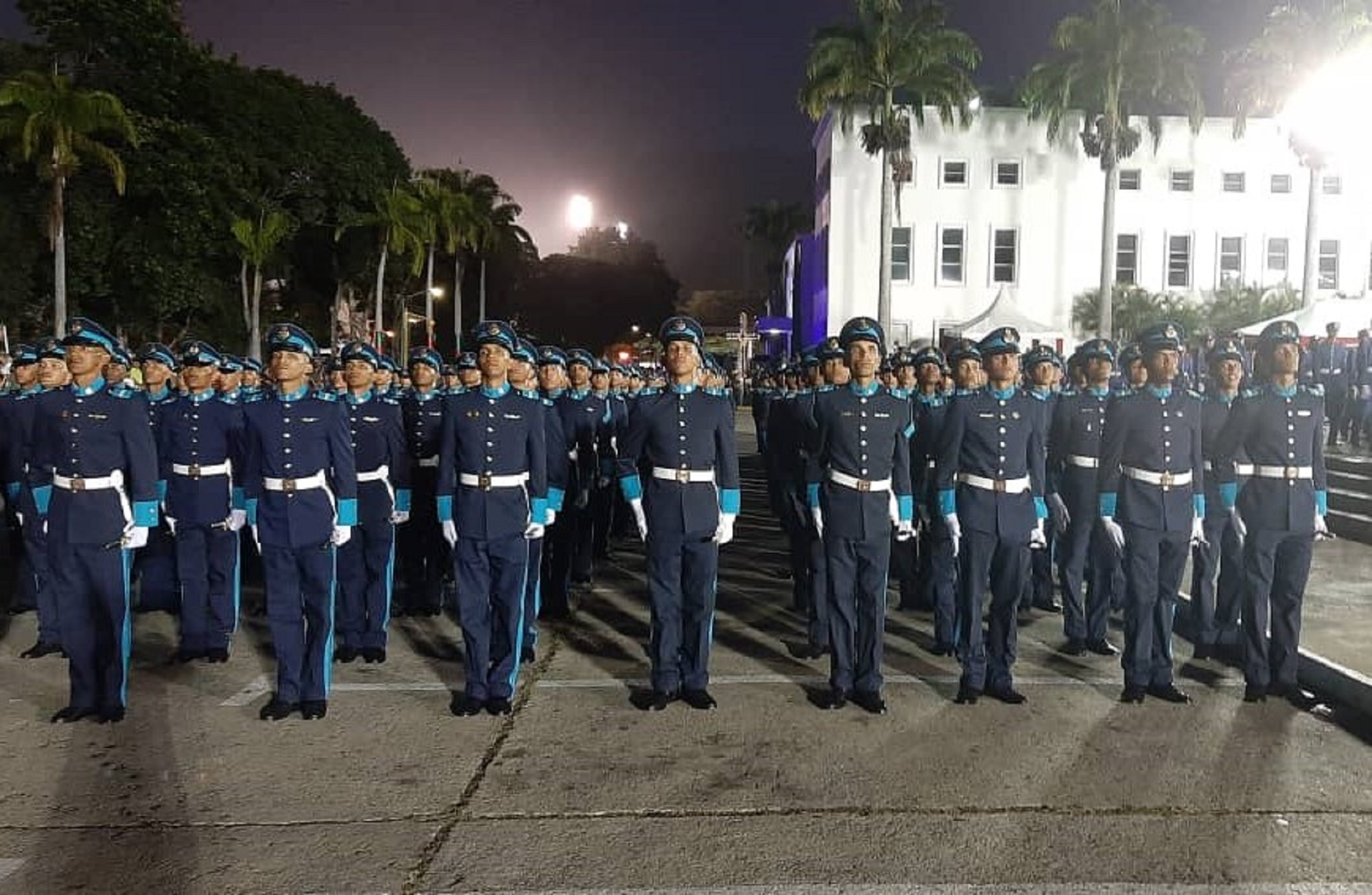
Cadetes de la Academia Militar de Oficiales de Tropa C/J Hugo Rafael Chávez Frías (AMHCH) de la Universidad Militar Bolivariana de Venezuela(2019).

En Argentina se denomina cadetes a los alumnos de las escuelas que egresan oficiales: El Colegio Militar de la Nación, la Escuela Naval Militar y la Escuela de Aviación Militar, así como los Liceos Militares de cada fuerza. Los alumnos de escuelas de personal subalterno y de tropa se denominan aspirantes.
A su vez, en el habla informal, se le dice cadete a los repartidores en moto y bicicleta.

## Venezuela
En Venezuela, se denomina cadetes a todos los alumnos de las siete academias militares adscritas a la Universidad Militar Bolivariana de Venezuela (UMBV), que egresa oficiales pertenecientes a los cuatro de los cinco componentes (Ejército Bolivariano, Guardia Nacional Bolivariana, Armada Bolivariana y Aviación Militar Bolivariana) de la Fuerza Armada Nacional Bolivariana (FANB).